# スタジオ・ツアー
スタジオ・ツアー (Studio Tour) は、ユニバーサル・スタジオ・ハリウッドに存在するハリウッド映画をテーマとしたエリア、アトラクションである。

## 存在するパーク
- ユニバーサル・スタジオ・ハリウッド

## 概要
世界のユニバーサル・テーマパークの中でユニバーサル・スタジオ・ハリウッドにのみ存在するアトラクション、エリアである。アトラクションに関しては、徒歩ではなく、スタジオ・ツアーのトラムと呼ばれる乗り物に乗って見学するライド型アトラクションとなっている。そのため、効率良く乗り物を展開しており、1台当たり約60人は乗ることができるようになっている。また、アトラクションの待ち時間も他の人気のアトラクションよりも比較的短い。
所要時間は約45〜60分になっており、ユニバーサル・スタジオ・ロット内に入っていく。

## ユニバーサル・オーランド・リゾート
ユニバーサル・オーランド・リゾートにも存在していたが、1995年にクローズされた。

## 登場する映画シリーズ
- キングコング
- ワイルド・スピード
- バック・トゥ・ザ・フューチャー（車のみ）
- ビッグ・ライアー
- 大地震
- ジョーズ
- グリンチ
- サイコ
- 宇宙戦争